# پوکروف (شهر)
شهر پوکروف (به روسی: Покров) در کشور روسیه و در اوبلاست ولادیمیر واقع شده‌است.